# Renedo de Esgueva

Localização de Renedo de Esgueva

Renedo de Esgueva é um município da Espanha na província de Valladolid, comunidade autónoma de Castela e Leão, de área 29,1 km² com população de 2244 habitantes (2007) e densidade populacional de 43,81 hab/km².

## Demografia
| Variação demográfica do município entre 1991 e 2004 | Variação demográfica do município entre 1991 e 2004 | Variação demográfica do município entre 1991 e 2004 | Variação demográfica do município entre 1991 e 2004 |
| --------------------------------------------------- | --------------------------------------------------- | --------------------------------------------------- | --------------------------------------------------- |
| 1991                                                | 1996                                                | 2001                                                | 2004                                                |
| 814                                                 | 933                                                 | 1203                                                | 1264                                                |